# Ligier JS41
O JS41 é um modelo da Ligier na temporada de 1995 da Fórmula 1. Condutores: Aguri Suzuki, Martin Brundle e Olivier Panis. 

## Resultados[1]
(legenda)
| Ano  | Chassi | Motor                   | Pneus | N° | Pilotos        | 1   | 2   | 3   | 4   | 5   | 6   | 7   | 8   | 9   | 10  | 11  | 12  | 13  | 14  | 15  | 16  | 17  | Pontos | Posição |  |
| ---- | ------ | ----------------------- | ----- | -- | -------------- | --- | --- | --- | --- | --- | --- | --- | --- | --- | --- | --- | --- | --- | --- | --- | --- | --- | ------ | ------- |  |
|      |        |                         |       |    |                |     |     |     |     |     |     |     |     |     |     |     |     |     |     |     |     |     |        |         |  |
|      |        |                         |       |    |                | BRA | ARG | SMR | ESP | MON | CAN | FRA | GBR | GER | HUN | BEL | ITA | POR | EUR | PAC | JPN | AUS |        |         |  |
| 1995 | JS41   | Mugen-Honda MF-301H V10 | G     | 25 | Aguri Suzuki   | 8   | Ret | 11  |     |     |     |     |     | 6   |     |     |     |     |     | Ret | DNS |     | 24     | 5°      |  |
| 1995 | JS41   | Mugen-Honda MF-301H V10 | G     | 25 | Martin Brundle |     |     |     | 9   | Ret | 10† | 4   | Ret |     | Ret | 3   | Ret | 8   | 7   |     |     | Ret | 24     | 5°      |  |
| 1995 | JS41   | Mugen-Honda MF-301H V10 | G     | 26 | Olivier Panis  | Ret | 7   | 9   | 6   | Ret | 4   | 8   | 4   | Ret | 6   | 9   | Ret | Ret | Ret | 8   | 5   | 2   | 24     | 5°      |  |

† Completou mais de 90% da distância da corrida.